# Nelsonia goldmani
Nelsonia goldmani é uma espécie de roedor da família Cricetidae.
Apenas pode ser encontrada no México.